# Синистер Гејтс
Брајан Елвин Хенер Млађи (енгл. Brian Elwin Haner Jr.; 7. јул 1981)м познат под уметничким именом Синистер Гејтс (енгл. Synyster Gates) или једноставно Син (енгл. Syn), амерички је музичар, најпознатији као гитариста и пратећи вокал бенда Avenged Sevenfold. Рангиран је као 87. у часопису Свет Гитара (Guitar World) у чланку 100 највећих гитариста свих времена. Гејтс је проглашен најбољим метал гитаристом на свету од Тотал Гитара у 2016 години и још једном у 2017.

## Детињство и младост
Синистер Гејтс је син музичара, аутора, композитора и комичара Брајана Хенера Сениора (Brian Haner, Sr.), који је радио са Сем Д Шем (Sam the Sham) бендом 70-их година прошлог века и радио је сесије за Авенџд Севенфолд. 
Брајан је похађао Мејфер средњу школу (Mayfair High School) у Лејквуду (Lakewood), касније се пребацио и матурурао у Фаунтн Вели средњој школи (Fountan Valley High School), у Калифорнији. Студирао је на музичком институту у Холивуду, на одсеку Гитара института технологија (Guitar institute of Technologies), базирајући се на џез гитари. Након приближно шест месеци тамо, примио је телефонски позив од Рева (The Rev), који га је питао да се прикључи саставу Авенџд Севенфолд (Avenged Sevenfold) као соло гитариста. Синистер се радије придружио бенду него што би наставио студије, па је почео да радио као студијски музичар. Од тог дана све што је научио о свирању гитаре, учио је сам, гледајући музичке спотове и читајући књиге. Његов отац Брајан Хенер Сениор је такође студијски музичар. Гејтс је шпанског и немачког порекла.

## Утицаји
Поред метал музике, Синистер Гејтс је фан џеза, џипси (циганског) џеза, класичне музике и авангарде. Наводи Дајмбег Дерела (Dimebag Darrell), Стива Ваја (Steve Vai), Џона Петручија (John Petrucci), Слеша (Slash), Мартија Фридмана (Marty Friedman), Зека Вајлда (Zakk Wylde), Алана Холдсворда (Allan Holdsworth), Господина Бангла (Mr. Bungle), Френка Гамбалеа (Frank Gambale), и Оинго Боинго (Oingo Boingo) као његове утицаје у музичком смислу.

## Авенџд Севенфолд
Авенџд Севенфолд (енгл. Avenged Sevenfold) је амерички хеви метал бенд из Хантингтон Бича, Калифорнија формиран 1999 године. Тројку која је представљала основу бенда чинили су певач М. Шедоуs (Метју Чарлс Сандерс), гитариста Зеки Веџенс (Закари Џејмс Бејкер) и бубњар Рев (Џими Овен Саливан). Када је име бенда у питању, Шедоус је био инспирисан библијском причом о Каину и Авељу, конкретно фразом „ако Каин буде освећен седмоструко, Ламек ће бити седамдесет и седам пута“, што је посебно печати за око. Велики успех постигли су албумом Град Зла (City Of Evil) из 2005. године, на којем су синглови: "Bat Country", "Beast And The Harlot" и "Seize The Day". Успех бенда пратио је њихов албум из 2007. године, са сингловима као што су: "Almost Easy", "Afterlife", "Dear God" и "Scream".
Бенд је формиран у округу Оранж, Калифорнија. Њихов први албум "Sounding Of The Seventh Trumpet" снимљен је када су чланови бенда имали 18.година и били у средњој школи. Албум је првобитно издат за издавачку кућу Гуд Лајф Рекордингс. Након што се Синистер Гејтс придружио бенду, уводна песма "To End The Rapture" је поново снимљена (са Гејтсом у бенду) и цео албум је поновно издат, али за Хоуплес Рекордс. Наредни албум "Waking The Fallen" је такође издат за Хоуплес Рекордс. Кратко после издавања албума "Waking The Fallen", Авенџд Севенфолд је потписао уговор са издавачком кућом Ворнер Брос. Рекордс.
Гејтс је истакнут на продуженом албуму Топлина Душе (Warmness on the Soul) који садржи одабране песме са првог албума, као и  његову нову верзију песме "To End The Rapture". Његово име на деби албуму бенда Авенџд Севенфолд (Avenged Sevenfold) било је Синистер Гејтс ("Synyster Gates").
На двд-у Авенџд Севенфолда "Ол Ексес" (All Excess), Гејтс тврди да је његово уметничко име настало на пијаној вожњи кроз парк са његовим најбољим пријатељем Ревом (The Rev).
Гејтс је проглашен најсексипилнијим мушкарцем у 2008. години од читалаца часописа Керанг (Kerrang). У 2010. години часопис Свет Гитара га листира као једног од 30 највећих шред гитариста свих времена. Описали су га као некога ко је способан да изврши ноте "које ломе прсте", акробатске свипове, ђаволске хроматике и надмоћне дуалне хармоније. Гејтс је одабран као један од 50 најбржих гитариста у видео игри Гитар Хиро (Guitar Hero). У гласању 2010. године читалаца часописа Свет Гитара, Гејтс је изгласан за најборље обученог и најбољег метал гитаристу. Рок Један (Rock One) магазин гласање 2010. године, читаоци су прогласили Гејтса као трећег најбољег гитаристу у музичкој индустрији. Двадесетог Априла 2011. године, Гејтс осваја Златни Бог (Golden God) награду за најбољег гитаристу заједно са колегом из бенда Зекијем Венџенсом (Zacky Vengeance). Авенџд Севенфолд је као бенд освојио велики број награда и испунио хедлајнерске изведбе те вечери. У специјалном издању Револвер магазина које је избачено истог дана када и албум Кошмар (Nightmare), Гејтс је изјавио да је оригинално започео са писањем песме "So Far Away" у част свог деде. Међутим, ова песма је сада примарно везана за њиховог бившег члана бенда, Гејтсовог најбољег пријатеља и бившег бубњара Авенџд Севенфолда, Рева (The Rev), који је преминуо 28. децембра 2009. године

## Смрт Рева и албум "Nightmare" (2009-2011)
Авенџд Севенфолд наступа на "Sonisphere" Фестивалу 2. августа 2009. Ово је био Ревов последњи наступ са бендом пре његове смрти. Резултати аутопсије нису били усаглашени. С обзиром на трагедију која их је задесила, не би требало да чуди чињеница да је и материјал био доста мрачнији и да се на албуму нашло више споријих, сетних песама него икада пре. Бенд је настојао да кроз сваку ноту албума протка сећања на палог брата, укључујући и чињеницу да је за бубњевима регрутован Мајк Портној (Dream Theater), један од Рев-ових омиљених бубњара који је веродостојно одсвирао све деонице у стилу покојног бубњара. Међутим, вероватно најемотивнији моменти на албуму стижу у виду песама „So Far Away“, срцепарајућој балади посвећеној Рев-овој смрти, и „Fiction“, у којој је бенд користио Рев-ове вокалне деонице које је овај снимак за живот као демо верзије. Бенд се на овом албуму одлучио за контроверзан корак и као продуцент упослио Мajka Елизондо-а, који је пре тога сарађивао углавном са поп и хип-хоп извођењем, укључујући Аланис Морисеt, Еминема, Др. Дреа, Марун 5, Фифти Цент-а и многе друге. Тешко је било поверовати да ће човек који је написао „The Real Slim Shady“ бити у стању да изнесе силину једног од најпопуларнијих хеви метал састава на планети, али поред тога „Nightmare“ је са продукцијске стране беспрекоран, а Елизондо је наставио да ради у оквиру жанра који није његов modus operandi, те је тако био задужен за продукцију нахваљеног албума „The Hunter“ бенда Мастодон, објављеног идуће године.
„Nightmare“ је наишао на фантастичне реакције критике и дебитовао на Биллбоард 200 листи на првом месту, што је постао први албум бенда који је постигао овакав успех. Иако су бенд и Портној изјавили да бубњар неће бити стална замена на овој позицији, заједно су се отиснули на светску турнеју у подршци изузетно успешног издања. Синистер Гејтс је у интервјуу за Метал Хамер те године изјавио: „Осећамо да је ово наш тренутак и Џимијев тренутак, и тако је исправно. Ово је последњи материјал који је написао и ово ће бити последњи наш албум који ће заиста бити Авенџд Севенфолд албум и мора бити наш најјачи албум. Знам да ће бити, заправо већ јесте, за нас, наше породице, уједно и веома близак нашим срцима.
Авенџд Севенфолд је наступао на фестивалу Рок ем Ринг заједно са другим бендовима као што су Алтер Бриџ (Alter Bridge), Систем Оф А Даун (System Of A Down) и Ин Флејмс (In Flames). У априлу 2011. бенд је нагласио "Golden God" награде од стране Метал Хамера (Metal Hammer). Исте ноћи бенд је остварио три награде за "Најбољи вокал", "Најбољи гитариста" (Синистер Гејтс и Зеки Веџенс) и "Албум године" за Nightmare док је Мајк Портној добио награду "Најбољег бубњара" за свој допринос на албуму.

## Пинкли Смут
Гејтс и Рев су свирали у експерименталном метал бенду под називом Пинкли Смут (Pinkly Smooth). Формирали су се на лето 2001. године у Хантингтон Бичу (Huntington Beach) у Калифорнији, у бенду је су били истакнути бивши чланови бенда Балистико (Ballistico), Бак Силверспур (Buck Silverspur ) на бас гитари и Ди Рок (D-Rock) на бубњевима. Бенд је избацио један албум под именом Несретни Шмрк (Unfortunate Snort) у продукцији Бактан Рекордса, који је био мешавина звука највише панка, ска музике и прогресивног метала. Бивши басиста Авенџд Севенфолда Џастин Сејн (Justin Sane), свирао је синтисајзер и клавир на овом албуму. Постојала је спекулација да ће Пинкли Смут да избаци још један албум, али због Ревове смрти, највероватније је да неће избацивати нове материјале. Међутим, Гејтс је изјавио да би размотрио могућност римастеровања траки из првог албума и поново избацио албум.

## Приватни живот
Синистер Гејтс се оженио са Мишел ДиБенедето (Michelle DiBenedetto) 7 Маја 2010. године. Пар има једног Сина, Николанђело "Ники" Сејнт Џејмс Хенер (Nicolangelo "Nicci" Saint James Haner), који је рођен 12 Маја 2017. године. Мешелина сестра близнакиња, Валери (Valary), је удата за Гејтсовог пријатеља и колегу из бенда Ем Шедоуса (M. Shadows), што чини Гејтса и Шедоуса шурацима.

## Дискографија

### Са Авенџд Севенфолд
- Оглшавање Седме Трубе (Sounding the Seventh Trumpet (2001))
- Буђење Палих (Waking the Fallen (2003))
- Град Зла (City of Evil (2005))
- Авенџд Севенфолд (Avenged Sevenfold (2007))
- Уживо ЛБК (Live in the LBC & Diamonds in the Rough (2008))
- Кошмар (Nightmare (2010))
- Живео Краљ (Hail to the King (2013))
- Бина (The Stage (2016))
- Најбоље (The Best of 2005-2013 (2016))

### Са Пинкли Смут
- Несретни Шмрк (Unfortunate Snort (2001))

### Гостујућа појављивања
- Блидинг Тру (Bleeding Through's "Savior, Saint, Salvation,") заједно са Ем. Шедоус (M. Shadows).
- Гуд Шарлот (Good Charlotte's "The River") заједно са Ем. Шедоус (M. Shadows)
- Брн Хејло (Burn Halo's "Dirty Little Girl")
- Брн Хејло (Burn Halo's "Anejo")
- Брајан Хенер Лутка на надувавање ("Blow-Up Doll") видео.
- Џеф Данам Шоу (The Jeff Dunham Show) уводна песма (заједно са оцем).
- Ексвунд (AxeWound's "Vultures") са њиховог истоименог деби албума.
- Машин Ган Кели (Machine Gun Kelly's "Save Me") са албума Лејс Ап (Lace Up) заједно са Ем. Шедоус (M. Shadows)
- Линкин Парк (Linkin Park's "Faint") уживо на меморијалном концерту за Честера БенингтонаLinkin Park and Friends - Celebrate Life In Honor of Chester Bennington, заједно са Ем. Шедоус (M. Shadows)

## Гитаре
Синистер Гејтс примарно користи Шектер гитаре (Schecter Guitars). Шектер га спонзорише и производи гитару са његовим потписом, Авенџер модел. Такође користи и Гибсон  гитаре у току снимања албума Буђење палих (Waking the Fallen) и Град Зла (City of Evil). Има сопствене Симор Данкан (Seymour Duncan) магнете, црне, златне, беле или хромиране поклопце.
- Schecter Synyster Custom-S(црна са сребрним пругама, црна са златним пругама, црна са црвеним пругама, бела са златним пругама, бела са црним пругама, златна, тамна)
- Schecter custom модели са конфедеративном заставом, америчком заставом, немачком заставом, црна са црвеним пругама, црвена са црним пругама, бела са златним пругама, бела са црним пругама и једна гитара са џокером Џека Никлсона и боја у тој теми.
- Schecter Synyster Gates Custom са "REV" инлејом на врату, уместо  "SYN" истурено у  'So Far Away' музичком споту
- Schecter Synyster Custom
- Schecter Synyster Акустична
- Schecter Synyster прототип са 8 жица (8-String Prototype)
- Schecter Synyster делукс прототип
- Schecter Synyster Специјал
- Schecter Avenger
- Schecter C-1 Classic - Транспарентно плава
- Schecter Custom C-1 FR
- Schecter Omen-6 FR
- Gibson ES-335
- Schecter Hellraiser C-1 FR(бела, црна)
- Schecter Scorpion са Seymour Duncan JBs
- Schecter PT Fastback
- Schecter S-1 са Seymour Duncan JBs
- Gibson Les Paul Custom (арктички бела)
- Parker Fly
- Epiphone Rockbass
- Fernandez Guitars FR95s виђено на прављењу Бромптон Коктела ("Making of Brompton Cocktail") [6]